# Thaumatorrhinos athrix
Thaumatorrhinos athrix (лат.) — ископаемый вид ос-дриинид, единственный в составе рода Thaumatorrhinos из подсемейства Thaumatodryininae (Dryinidae, Hymenoptera). Бирманский янтарь (около 99 млн лет, меловой период, Мьянма).

## Этимология
Название рода происходит от латинизированных греческих слов thaumatos (чудо, диво) и rhinos (нос или рыло), что связано с своеобразной формой ринарий усиков. Видовое название происходит от греческого слова athrix (без волос) из-за голых ринариев.

## Описание
Осы-дрииниды мелкого размера (длина тела около 2 мм). Голова с выпуклой вершиной; затылочный киль полный; лобная линия отсутствует; усики нитевидные; ринарии имеются на всех жгутиках антенн и занимают большую часть длины жгутика; ринарии без волосков; наличник со средней частью переднего края прямой; мандибулы с четырьмя зубцами, второй короче остальных (рудиментарный). Переднеспинка пересечена сильным поперечным вдавлением; нотаули полные и сходятся кзади; стигмальная жилка переднего крыла с 3Rs&4Rs длиннее 2r-rs; проподеум с дорсальной поверхностью короче задней, последняя с двумя продольными килями. Формула голенных шпор 1-1-2. Формула щупиков 5-3.

## Таксономия
Вид был впервые описан в 2024 году бразильскими энтомологами Andre L. Martins и Gabriel A. R. Melo (Universidade Federal do Paraná, Departamento de Zoologia, Laboratorio de Biologia Comparada de Hymenoptera, Куритиба, Парана, Бразилия) по типовым материалам из бирманского янтаря Мьянмы. Включён в состав монотипического рода Thaumatorrhinos из подсемейства Thaumatodryininae (Dryinidae, Hymenoptera). Это первая находка представителей Thaumatodryininae из мелового периода, ранее древнейшие представители этого подсемейства и рода Thaumatodryinus были известны только из эоценового балтийского янтаря.